# アニメサタデー630
- TBSテレビ > TBSテレビ番組一覧 > アニメサタデー630
- 毎日放送 > MBSテレビ番組一覧 > アニメサタデー630
- アニメ > テレビアニメ > アニメサタデー630

『アニメサタデー630』（あにめさたでーろくさんまる、Anime Saturday 630）は、毎日放送およびTBSテレビの制作により、TBS系列において、2017年4月15日から2019年6月29日まで毎週土曜6:30 - 7:30（JST）に放送されていたテレビアニメの放送枠である。略称は『アニサタ』。

## 概要
2017年4月15日放送開始。「日5」枠から移行する形となった毎日放送制作枠の第1部（6:30 - 7:00）と、2016年4月23日から2017年3月25日まで全国ネットにてTBS制作土曜7時のアニメ枠で放送された『カミワザ・ワンダ』の後継番組にあたるTBSテレビ制作枠の第2部（7:00 - 7:30）からの構成になっていた。
TBS系列の全国ネットで1時間のアニメ枠が設置されるのは、毎日放送制作で1982年10月 - 1983年3月に日曜昼枠で半年間設置されていた『サンデーアニメプレゼント』（前半枠『愛の戦士レインボーマン』、後半枠『超時空要塞マクロス』）以来、34年ぶりのことである。
TBSテレビの菊野浩樹編成局長は「『カミワザ・ワンダ』について視聴率がやや伸び悩んだ」と認めた上で、「前後の関連も流れもよくなかったところもありましたので、MBSさんのアニメと合体して存在感をつくりだしたい。共同でキャンペーンを張っていきたい」と、本枠の編成に至った意図を語っている。

## 歴史

### 前史
この枠でのアニメ初作品は、それまで土曜19:00枠で1974年から1994年まで、20年間放送されていた毎日放送制作の『まんが日本昔ばなし』が1994年4月にTBSの土曜朝7時枠へ枠移動したのが最初である。当枠移動から約5か月後の1994年9月3日をもって新規制作分は終了するも、その後TBSでは2000年3月まで、CBCテレビでは2003年9月まで過去の傑作選という形で継続した。
TBSではアニメ枠が1年間中断した後の2001年4月に『ゴーゴー五つ子ら・ん・ど』でアニメ枠は再開するも、本作終了後は『みのもんたのサタデーずばッと』などの情報番組放送のため、アニメは長期の中断となる。

### アニメ枠の復活と枠名称導入
2016年4月23日から、TBS系列全国ネットにてTBS制作土曜7時のアニメ枠では14年ぶり、TBS制作の全日帯30分アニメでは8年半ぶりとなる『カミワザ・ワンダ』が放送開始された。
2016年12月20日にTBSと毎日放送は、2017年4月改編にて、「日5」を枠移動するかたちでTBS制作土曜7時のアニメ枠と合体させて、1時間のアニメ枠を編成することを発表した。当初の枠名は『アニサタ』であったが、その後新枠の正式枠名を『アニメサタデー630』とすることが決定した。
2017年3月25日に第1部の前番組『報道LIVE あさチャン!サタデー・第2部』と『カミワザ・ワンダ』が放送終了し、本枠開始までの空白期間は、4月1日は各局この日のみローカルセールス枠に、翌4月8日はマスターズ・トーナメントの中継を行った。

### 枠設置後
2017年4月15日に本枠が放送開始。第1部（6:30 - 7:00）を毎日放送制作枠とし、「日5」枠から移行する形で『100%パスカル先生&プリプリちぃちゃん!!』を、第2部（7:00 - 7:30）をTBS制作枠とし、同時間帯に放送されていた『カミワザ・ワンダ』の後番組として『トミカハイパーレスキュー ドライブヘッド 機動救急警察』を放送することとなった。
2017年5月31日、TBSは定例会見で本枠の視聴率が苦戦状態であると表明した。その理由として「認知度不足」を挙げている。
全国ネットのアニメとしては珍しく、2017年4月から始まった毎日放送・TBS両作品は3クール（12月まで）で終了し、2018年1月6日から第1部・第2部ともに新番組が始まった。
またファン感謝イベントを2018年8月18日に東京公演（アニメリコとの合同）、10月6日と2019年3月17日に大阪公演・幕張公演（いずれもアニメシャワー・アニメ特区・アニメイズムとの合同）を開催した。

### 枠廃止とその後
2019年7月から、第1部相当枠にTBS制作の情報番組『まるっと!サタデー』および第2部相当枠に同じくTBS制作のスポーツ情報番組『東京VICTORY』（2021年9月25日終了）開始に伴い、本枠は2019年6月29日放送分をもって約2年3か月で廃枠となった。TBS制作の全国ネットアニメの放送枠は本枠終了と同時に39年ぶりの廃止となった。
第2部枠は引き続きTBS制作全国ネット枠として『東京VICTORY』を放送し、第1部の毎日放送制作分は廃枠扱いとなり、毎日放送の全国ネットアニメ枠は、土曜早朝枠から、同時期スタートの土曜未明枠（金曜深夜）の『スーパーアニメイズム』へ繰り上げ移行するかたちで継続されることとなったが、放送枠の関係や特性上、ティーンエイジャーおよび成人層以上を対象とした作品を扱うことになった。
これにより、1963年11月開始の『エイトマン』以来、半世紀以上にわたり続いたTBS系列の全日枠から全国ネットのアニメ・特撮枠が姿を消すことになると同時に、TBSテレビは子供向けアニメおよび全年齢層を対象としたファミリー・一般向けアニメから撤退しただけでなく、小学校低学年及び未就学児をメインターゲットとした特撮・ドラマ・バラエティ・教養番組などの制作からも事実上の完全撤退となり、アニメ枠としては2019年7月より既存の深夜アニメ枠『アニメリコ』に集約されることとなった。また、民放の中で唯一、全日帯の30分枠のアニメを放送しない系列にもなった。
本枠で放送された作品のうち、『100%パスカル先生&プリプリちぃちゃん!!』を除く各作品はテレビ東京系列に移動し、シリーズが継続されることとなった。番組は地上波での系列外スポンサードネットおよび番組販売がほとんどの地域で行われていないため、非ネット地域での無料での視聴については、BSテレ東での放送およびテレビ東京が運営しているあにてれやTVer、タカラトミー関連作品については同社のYouTube公式チャンネル配信で、大半の地域をカバーすることになった。
その後、2022年に毎日放送が「日5」枠を10月より再開する事を発表。これに先立ち、4月より2020年10月から2021年3月まで後述の『スーパーアニメイズム』にて放送されていた『呪術廻戦』のテレビアニメ第1期を同枠にて再放送することが同作品の公式Twitterで発表された。これにより、TBS系列における全日帯のアニメ枠が2年9か月ぶりに再開されることとなった。
さらに「日5」枠設置から1年後の2023年10月に、TBSが「日5」の前枠の16:30枠に「七つの大罪 黙示録の四騎士」を放送する事が決定。これにより当枠とは放送順が逆転するが、4年3か月ぶりにTBS制作全国ネットの全日帯アニメが復活およびTBS系列のアニメが1時間連続で放送されている。

## 作品リスト
| 番組名                                               | 原作                                                              | 制作                          | 放送期間                      | 話数                          | 備考 |
| 第1部（6:30枠・毎日放送製作）                        | 第1部（6:30枠・毎日放送製作）                                     | 第1部（6:30枠・毎日放送製作） | 第1部（6:30枠・毎日放送製作） | 第1部（6:30枠・毎日放送製作） | 第1部（6:30枠・毎日放送製作） |
| ---------------------------------------------------- | ----------------------------------------------------------------- | ----------------------------- | ----------------------------- | ----------------------------- | --- |
| 100%パスカル先生&プリプリちぃちゃん!!                | 永井ゆうじ（100%パスカル先生） 篠塚ひろむ（プリプリちぃちゃん!!） | OLM                           | 2017年4月15日 - 12月16日      | 全36話                        | 「月刊コロコロコミック」及び「ちゃお」の各創刊40周年記念作品。制作上の都合により、当初の予定を全51話から全36話に短縮となった。                                                                                             |
| 七つの大罪 戒めの復活                                | 鈴木央                                                            | A-1 Pictures                  | 2018年1月6日 - 6月30日        | 全24話                        | 第1期およびTVSPは日5枠にて放送。本枠では唯一のA-1 Pictures制作によるテレビアニメ。放送開始前々週（2017年12月23日）にはOAD収録の外伝を地上波初放送。第3期以降はテレビ東京製作となり、テレビ東京系列で放送された。           |
| ゾイドワイルド                                       | タカラトミー                                                      | OLM                           | 2018年7月7日 - 2019年6月29日  | 全50話                        | 12年ぶりにゾイドシリーズのアニメ化。毎日放送製作では『ゾイド新世紀スラッシュゼロ』以来17年ぶりとなる。第2期はテレビ東京製作となり、テレビ東京系列で放送。第3期はWebアニメとしてYouTubeタカラトミー公式チャンネルにて配信。 |
| 第2部（7:00枠・TBSテレビ製作）                       |                                                                   |                               |                               |                               | |
| トミカハイパーレスキュー ドライブヘッド 機動救急警察 | タカラトミー                                                      | OLM                           | 2017年4月15日 - 12月23日      | 全37話                        | 前番組『カミワザ・ワンダ』に続くタカラトミー×電通×TBSテレビの3社共同プロジェクトによる作品。当初より全37話の予定で制作された。次作はテレビ大阪製作となり、テレビ東京系列で放送。                                           |
| 新幹線変形ロボ シンカリオン                          | プロジェクトシンカリオン                                          | OLM                           | 2018年1月6日 - 2019年6月29日  | 全76話                        | TBSテレビ製作のテレビアニメとしては、現時点では唯一となる小学館集英社プロダクション製作の作品。放送話数・期間としての76話は本枠としては最多となった。第2期以降はテレビ東京製作となり、テレビ東京系列で放送。               |

※第2部は解説放送実施。第1部・第2部とも字幕放送・番組連動データ放送を実施。

### 放送番組遍歴
| 年   | 期間   | アニメサタデー630 第1部は毎日放送製作枠 第2部はTBSテレビ製作枠               | アニメサタデー630 第1部は毎日放送製作枠 第2部はTBSテレビ製作枠  |
| 年   | 期間   | 第1部                                                                        | 第2部                                                           |
| 2017 | 4月期  | 100%パスカル先生 （OLM TEAM KAMEI）プリプリちぃちゃん!! （OLM TEAM SAKURAI） | トミカハイパーレスキュードライブヘッド 〜機動救急警察〜 （OLM） |
| 2017 | 7月期  | 100%パスカル先生 （OLM TEAM KAMEI）プリプリちぃちゃん!! （OLM TEAM SAKURAI） | トミカハイパーレスキュードライブヘッド 〜機動救急警察〜 （OLM） |
| 2017 | 10月期 | 100%パスカル先生 （OLM TEAM KAMEI）プリプリちぃちゃん!! （OLM TEAM SAKURAI） | トミカハイパーレスキュードライブヘッド 〜機動救急警察〜 （OLM） |
| 2018 | 1月期  | 七つの大罪 戒めの復活 （A-1 Pictures）                                       | 新幹線変形ロボ シンカリオン （OLM）                             |
| 2018 | 4月期  | 七つの大罪 戒めの復活 （A-1 Pictures）                                       | 新幹線変形ロボ シンカリオン （OLM）                             |
| 2018 | 7月期  | ゾイドワイルド （OLM TEAM SAKURAI）                                          | 新幹線変形ロボ シンカリオン （OLM）                             |
| 2018 | 10月期 | ゾイドワイルド （OLM TEAM SAKURAI）                                          | 新幹線変形ロボ シンカリオン （OLM）                             |
| 2019 | 1月期  | ゾイドワイルド （OLM TEAM SAKURAI）                                          | 新幹線変形ロボ シンカリオン （OLM）                             |
| 2019 | 4月期  | ゾイドワイルド （OLM TEAM SAKURAI）                                          | 新幹線変形ロボ シンカリオン （OLM）                             |

## 放送局・配信元
放送局
地上波
| 放送期間                      | 放送時間         | 放送局                                             | 対象地域                                     | 備考               |
| ----------------------------- | ---------------- | -------------------------------------------------- | -------------------------------------------- | ------------------ |
| 2017年4月15日 - 2019年6月29日 | 土曜 6:30 - 7:30 | 毎日放送・TBSテレビをはじめとするTBS系列28局ネット | 秋田県・福井県・徳島県・佐賀県を除く日本国内 | MBS・TBSのみ制作局 |

系列外での放送は以下に挙げる。
- 秋田放送（日本テレビ系列）では2018年7月から2019年12月まで「新幹線変形ロボ シンカリオン」を放送。
- TOKYO MX（独立局）では2017年12月に「七つの大罪 外伝」、2019年7月から2020年12月まで「新幹線変形ロボ シンカリオン」を放送。
- J:COMテレビ（CATV）では2020年10月より「トミカハイパーレスキュードライブヘッド ～機動救急警察～」を放送。

BS・CS放送
ネット配信
| 配信期間                      | 更新時間     | 配信サイト                                  | 備考                 |
| ----------------------------- | ------------ | ------------------------------------------- | -------------------- |
| 2017年4月15日 - 2019年6月29日 | 土曜 朝 更新 | TVer/GYAO!/YouTube / MBS動画イズム/TBS FREE | 最新話限定で無料配信 |
| 2018年4月14日 -               |              | Paravi                                      | 有料会員は全話見放題 |
| 2018年7月 -                   | 火曜 更新    | U-NEXT                                      | 第1部のみ            |

海外展開
- 韓国：2018年10月より「ゾイドワイルド」を放送。
- 台湾：2018年12月より「ゾイドワイルド」を、2019年3月より「新幹線変形ロボ シンカリオン」を放送。
- 中国：2018年7月より「ゾイドワイルド」を放送。
- 香港：2018年11月より「ゾイドワイルド」・「新幹線変形ロボ シンカリオン」を放送。
- フィリピン：2019年3月より「ゾイドワイルド」を放送。
- タイ：2018年11月より「ゾイドワイルド」を放送。
- ベトナム：2019年3月より「ゾイドワイルド」を放送。